# Burg Heidenberg
Die Ruine der Burg Heidenberg liegt auf dem Gemeindegebiet von Obersaxen im schweizerischen Kanton Graubünden.

## Lage
Die spärlichen Reste der Höhenburg liegen bei 950 m ü. M. auf einem mächtigen Felskopf direkt oberhalb des Dorfes Tavanasa. Der Zugang erfolgt vom Steinbruch oberhalb Tavanasa aus steil hinauf durch unwegsames Felssturzgebiet. Den Felskopf erreicht man nach etwa einer halben Stunde von Osten her.

## Name
Ein Zusammenhang mit dem Wort Heide als Landschaftsbezeichnung kommt von der Lage der Burg im steilen Gelände her nicht in Frage. Vielmehr ist ein Zusammenhang mit dem Wort «Heide» für «der Ungetaufte» bzw. dessen Adjektiv mit der Bedeutung von «vorchristlich» oder «uralt» anzunehmen. Es ist denkbar, dass die einwandernden Walser das zerfallende Gemäuer so nannten. Ob sie –berg als Synonym für –burg verstanden oder ob sie den Felsklotz, auf dem die Ruine steht, so bezeichneten, ist unklar.

## Anlage
Erhalten haben sich die Trümmer eines Turmes mit dem Grundriss eines unregelmässigen Vierecks; die Mauerstärke beträgt circa 1,7 Meter. Vom Turm aus zweigen in südwestlicher Richtung die stark überwachsenen Reste einer Ringmauer ab, die der südlichen Felskante folgt. Weitere kaum mehr erkennbare Mauerspuren führen an den nördlichen Felsabsturz. Andere Spuren von Mauern oder Gebäuden fehlen.

## Geschichte
Schriftliche Unterlagen über Entstehung und Geschichte der Burg fehlen. Aufgrund der vorgefundenen Mauerreste kann eine Entstehungszeit im 11. oder 12. Jahrhundert angenommen werden. Das Fehlen von schriftlichen Quellen könnte darauf hindeuten, dass die Burg bereits im Laufe des 13. Jahrhunderts wieder verlassen wurde und/oder nur zeitweise benutzt wurde.

## Galerie

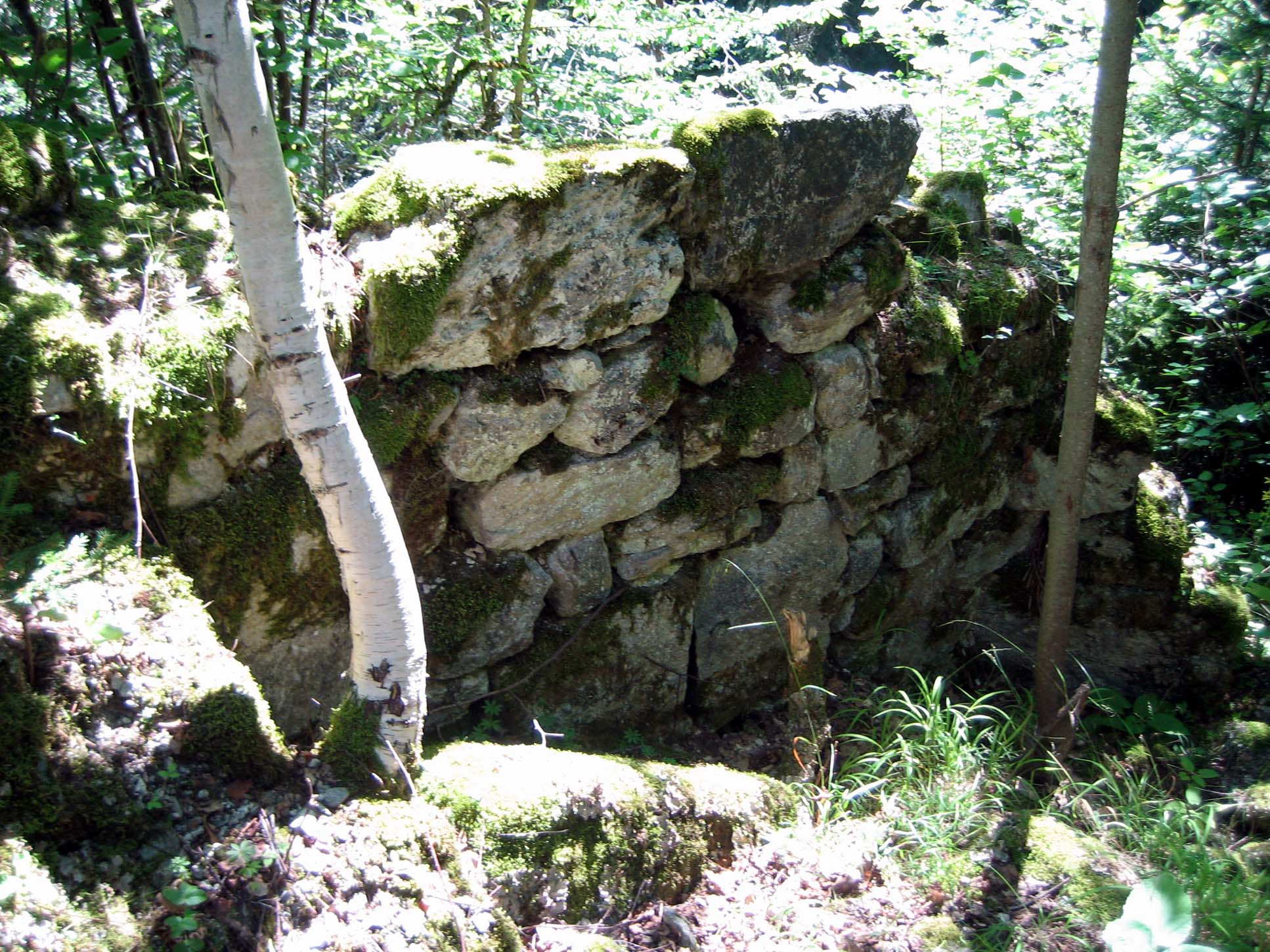
Ostmauer innen
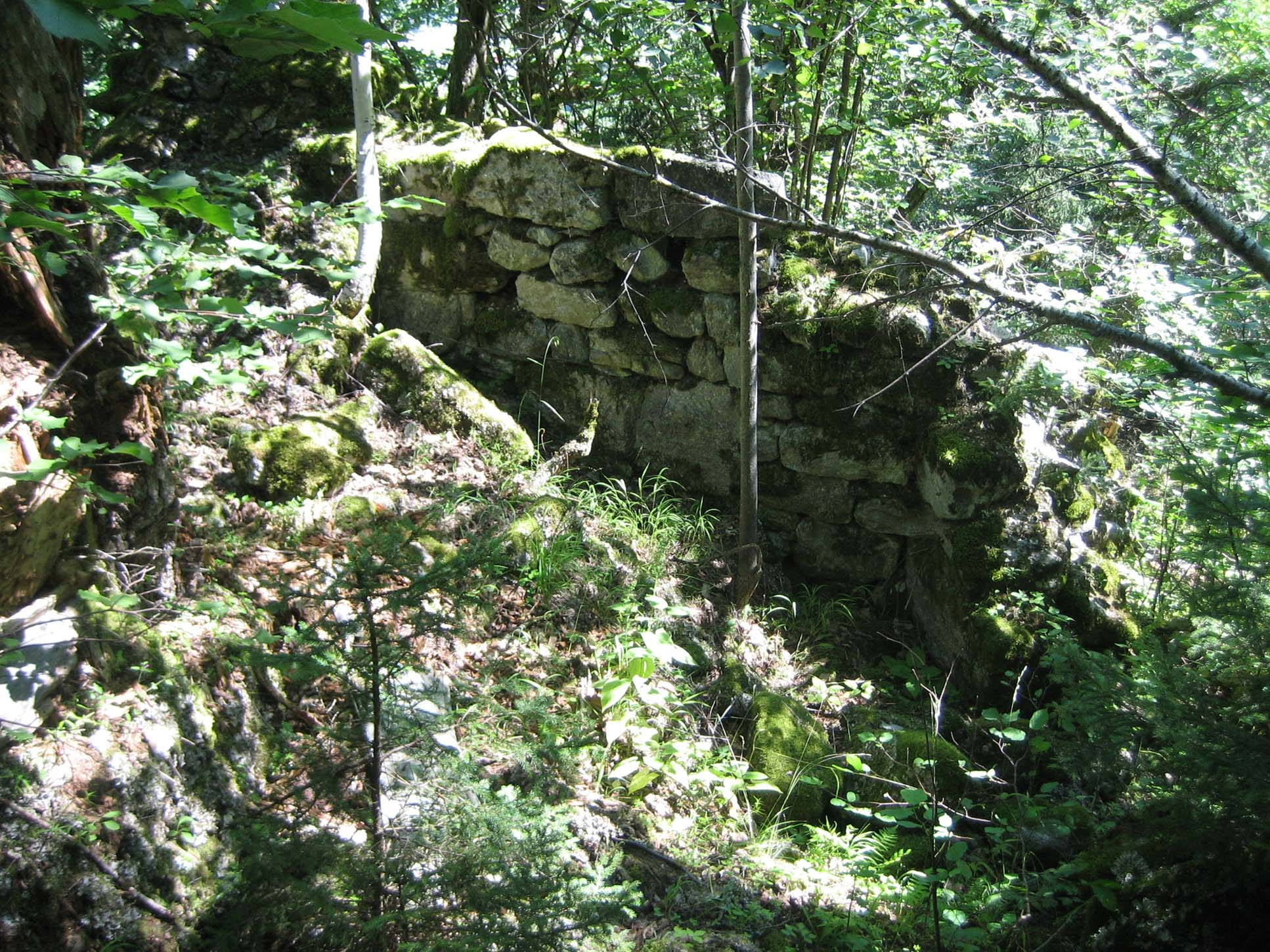
Turmreste von aussen
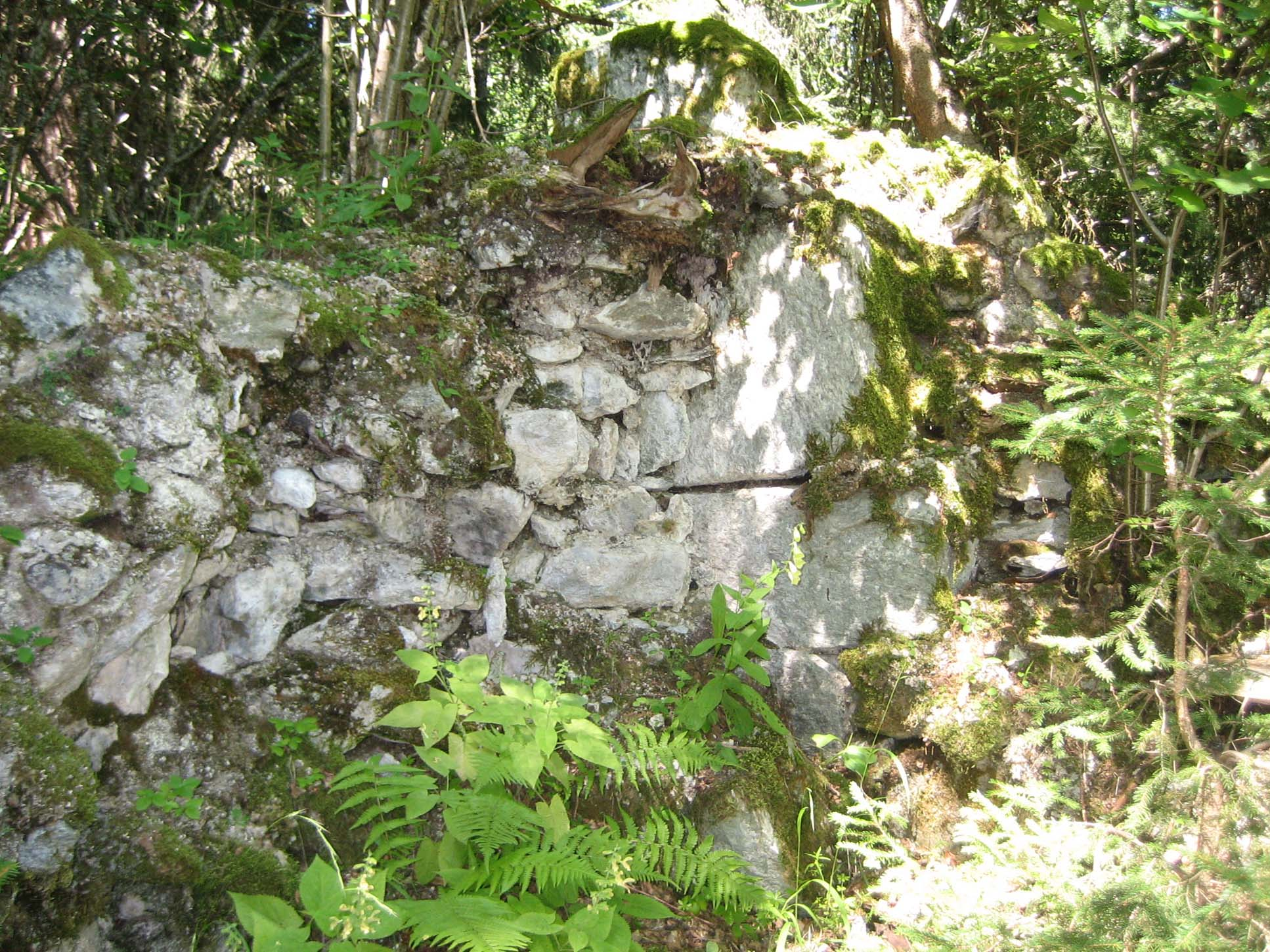
Turm-Innenseite
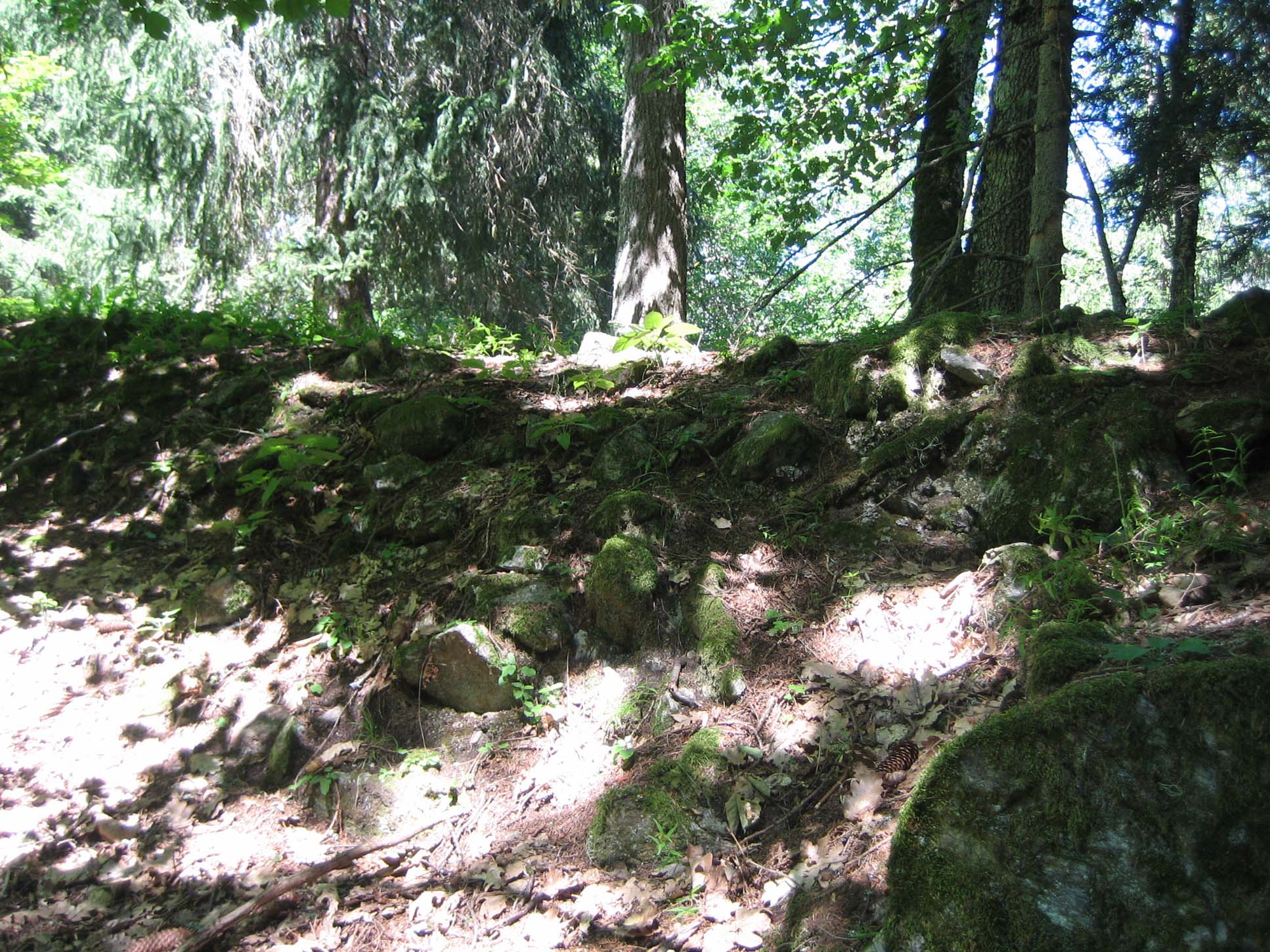
Beringrest